# 8419 Terumikazumi
8419 Terumikazumi è un asteroide della fascia principale. Scoperto nel 1996, presenta un'orbita caratterizzata da un semiasse maggiore pari a 2,7444751 UA e da un'eccentricità di 0,1005220, inclinata di 7,54048° rispetto all'eclittica.